# Moynihan Train Hall
O Moynihan Train Hall é uma expansão da Pennsylvania Station no edifício James A. Farley, anteriormente o edifício dos correios na cidade de Nova Iorque. Localizado entre a Oitava Avenida, a Quinta Avenida, a 31st Street e a 33rd Street em Midtown Manhattan, o anexo é o novo acesso para a maioria dos passageiros que usam as plataformas da Amtrak e da Long Island Rail Road, servindo 17 dos 21 trilhos da estação. O pavilhão foi nomeado em homenagem a Daniel Patrick Moynihan, o senador que originalmente defendeu o projeto. O exterior do edifício remonta à Penn Station original; ambos os edifícios foram projetados pelo mesma firma, McKim, Mead & White, no estilo Beaux-Arts.
O complexo de 45 200 m2 foi construído para aliviar o tráfego na Penn Station, que recebeu 650 000 passageiros diários antes da pandemia de COVID-19 em 2020. A renovação de 1,6 bilhões de dólares americanos restaurou o edifício em estilo Beaux-Arts Farley, um marco histórico nacional, e adicionou um átrio central com um teto de vidro. Além disso, o Moynihan Train Hall inclui espaços comerciais, uma área de espera de 320 assentos, banheiros públicos e três obras de arte.
O projeto foi considerado desde o começo da década de 1990, com a publicação das primeiras plantas em 1993. Entretanto, vários planos anteriores haviam falhado por falta de fundos e problemas logísticos. A Amtrak retirou-se como uma ocupante em 2004, mas voltou depois que o edifício Farley foi vendido para o governo do Estado de Nova Iorque em 2006. A primeira fase, que envolvia a expansão de um saguão abaixo do edifício Farley, começou em 2010 e foi concluída em junho de 2017. A construção do pavilhão ferroviário propriamente dito começou em 2017. O anexo foi aberto em 1º de janeiro de 2021.

## Descrição

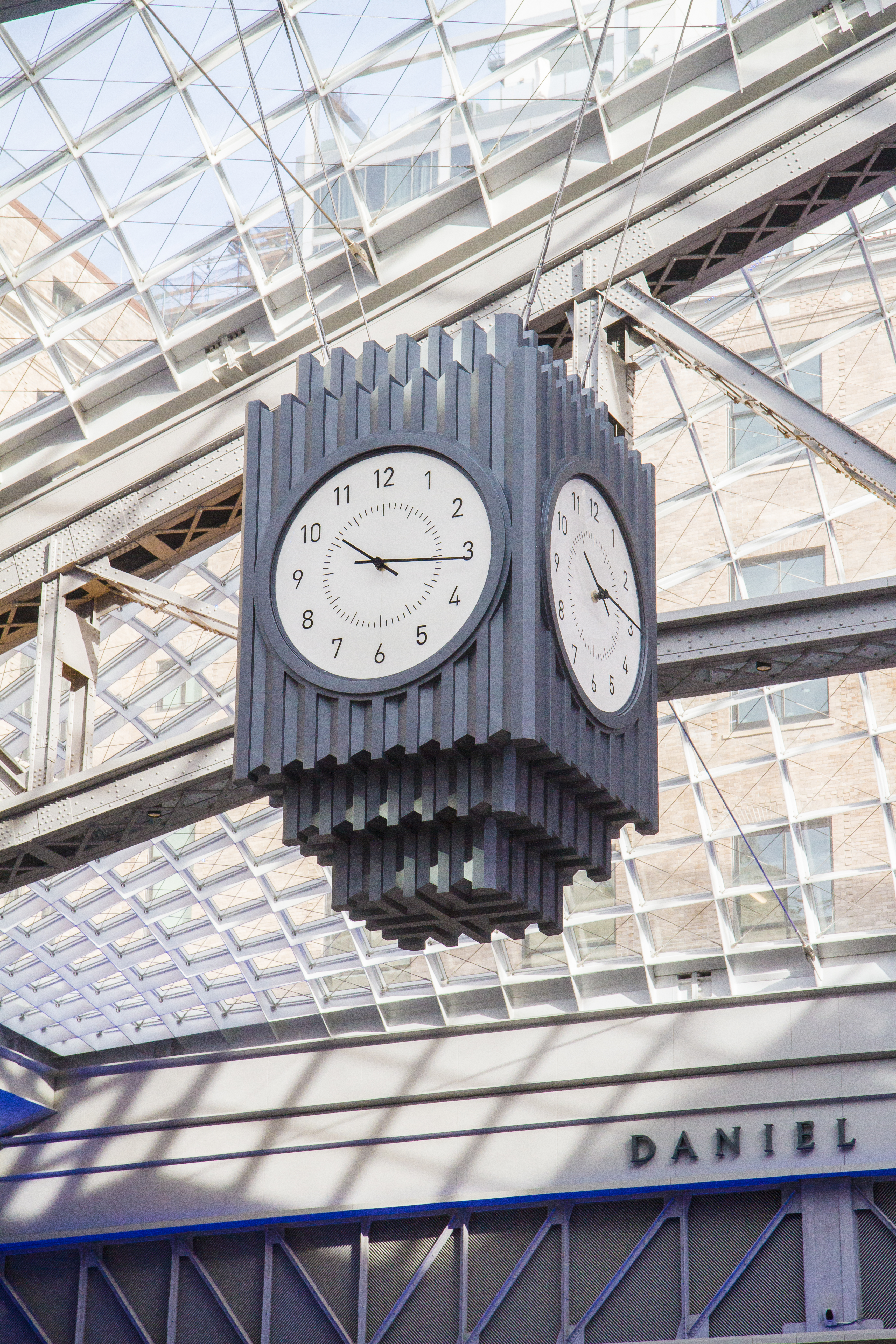
Relógio do saguão central

O Moynihan Train Hall ocupa parte do edifício James A. Farley, um prédio de estilo Beaux-Arts projetada pela Mckim, Mead & White juntamente com a Penn Station original, e foi aberto em 1914 como o principal correio da cidade de Nova Iorque. O edifício ocupa um quarteirão da Oitava Avenida a partir da atual Penn Station e é limitado pela Oitava Avenida no leste, pela 31st Street no sul, pela Quinta Avenida no oeste e pela 33rd Street no norte. O edifício James A. Farley é um patrimônio histórico tombado da cidade de Nova Iorque e é listado no Registro Nacional de Lugares Históricos. O pavilhão ferroviário ocupa uma porção da área de triagem do antigo correio, enquanto que a maioria do restante do edifício está alugado para o Facebook como espaço para escritórios.

### Partes
O complexo de 45 200 m2 foi projetado pela Skidmore, Owings & Merril (SOM). Consiste em um saguão de passageiros de 2 900 m2 abaixo de uma claraboia de vidro a 28 metros de altura. Um relógio de quatro faces de 3,7 m de altura e mais 1,80 metro de largura, marca o centro do saguão. O espaço também tem três obras de arte. Kehinde Wiley projetou um tríptico para o teto, que foi chamado de Go. Ao longo do comprimento de 24 m de uma parede, os painéis fotográficos de Stan Douglas, chamados de Penn Station's Half Century, retratam passageiros da Penn Station original.
Na entrada da 31st Street, o duo artístico Elmgreen & Dragset, criou uma escultura, The Hive, que retrata arranha-céus pendurados no teto. O anexo também inclui 11 000 m2 de espaços comerciais. O Moynihan Train Hall dispõe de espaços para os passageiros da Amtrak, sua maior utilizadora. O que inclui áreas de bagagem e compra de passagens, uma sala de espera, salas de conferência e uma galeria a 6,1 m acima do saguão.
Parte do projeto do Moynihan Train Hall foi a expansão do saguão West End, que já existia, sob o leste do edifício Farley. Localizado abaixo da escadaria do edifício do correio, o saguão foi alargado para servir à nove das onze plataformas da Pennsylvania Station, e novas entradas foram abertas no sudeste e nordeste do edifício Farley. O saguão, que foi construído em 1994 como parte da revitalização da parte da LIRR da Penn Station, fornece acesso a todos os dezessete trilhos servidos pelo Moynihan Train Hall. Suas paredes são decoradas com imagens dos edifícios e paisagens da cidade de Nova Iorque. A expansão do saguão West End, que foi terminada em 2017, foi a primeira parte do Moynihan Train Hall a ser concluída.

### Serviço
Por causa da disposição das plataformas, o Moynihan Train Hall serve 17 dos 21 trilhos da Penn Station, que são usados pela Long Island Rail Road (LIRR) e pela Amtrak. As plataformas servindo os quatro trilhos mais ao sul, usados pela NJ Transit, não puderam ser estendidos para o novo anexo. O Moynihan Train Hall fornece acesso a todos os serviços da LIRR e da Amtrak, com espaços para atendimento aos clientes de ambas as companhias. A estação já existente continua a provindenciar acesso alternativo à LIRR e à Amtrak, principalmente de noite, quando o Moynihan Train Hall está fechado. Outros planos também propõe que o anexo também seja usado pela Metro-North Railroad, a principal linha de transporte público para os subúrbios a norte de Nova Iorque, após a conclusão do projeto de acesso à Penn Station.
A conclusão da extensão aumentou a quantidade de espaço na Penn Station em 50%. O saguão vai aliviar o tráfego na Pennsylvania Station, que recebeu 650 000 passageiros diários antes do início da pandemia de COVID-19 em 2020. Quando o saguão foi aberto, as autoridades previram que ele seria usado principalmente por passageiros da Amtrak, que representavam cerca de 5% do tráfego diário antes da pandemia. A maioria dos passageiros da LIRR, da NJ Transit e do metrô de Nova Iorque, provavelmente continuarão a usar as antigas instalações, que são mais próximas às adjacentes estações do metrô na Sétima Avenida e Oitava Avenida.

## Planejamento

### Década de 1990

Propostas para o pavilhão ao longo do processo de desenvolvimento, de 1999 (esquerda), 2005 (meio) e 2007 (direita)

No início dos anos 90, o senador dos Estados Unidos Daniel Patrick Moynihan, começou a propor um plano para construir uma réplica da histórica Penn Station, onde ele havia engraxado sapatos durante a Grande Depressão. Ele propôs reconstruir a estação no edifício James A. Farley. Naquela época, as instalações da Penn Station estavam sofrendo superlotação e o Serviço Postal dos Estados Unidos (USPS) estava planejando realocar suas operações do edifício Farley. O plano da firma de arquitetura HOK, que foi tornado público em maio de 1993, propunha um teto parabólico em arco de 36 m de altura, acima do saguão de passageiros dentro da antiga área de triagem do correio. Moynihan conseguiu 100 milhões de dólares para o projeto e o presidente Bill Clinton somou 10 milhões de dólares em investimento federal para a estação como parte de uma lei para indenizar as vítimas do terremoto de Northridge de 1994. Entretanto, a Câmara dos Representantes não iria mais aprovar mais nenhum financiamento, e o Senado aprovou apenas 40 milhões de dólares americanos, elevando a quantia arrecadada pra 50 milhões de dólares. Opositores, incluindo os representantes Frank R. Wolf e Harris W. Farrel, argumentaram que o financiamento não tinha sido autorizado no orçamento da Amtrak e manifestaram preocupação a cerca da capacidade da cidade e do estado de arrecadar fundos. O investimento de 10 milhões foi usado para projetar e os 40 milhões adicionais foram usados para comprar suprimentos e renovar instalações já existentes.
A Empire State Development Corporation, uma agência do governo do Estado de Nova Iorque, criou a Pennsylvania Station Redevelopment Corporation em 1995 para supervisionar a compra e revitalização do edifício. A corporação, liderada por um grupo de autoridades bipartidárias do governo estadual de Nova Iorque, inicialmente tinha 300 000 dólares, mas conseguiu elevar para 670 milhões em dez anos. Autoridades da empresa estavam revendo os planos em 1998, quando a administração Clinton incluiu 11,7 milhões de dólares para o projeto em um orçamento despachado ao Congresso. Em março daquele ano, as autoridades assinaram um acordo em que o USPS iria manter suas operações em parte do edifício e concordava em ceder outra porção para o novo pavilhão ferroviário. Três meses depois, a Pennsylvania Station Redevelopment Corporation selecionou a SOM e a WSP para liderar um grupo de engenheiros que iria projetar e construir as instalações da Penn Station dentro do edifício Farley.
Um acordo a cerca da disposição geral das instalações foi assinado em dezembro de 1998. Naquela época, a abertura do pavilhão ferroviário era esperada para dezembro de 2002 a um custo de 315 milhões de dólares. David Childs, da SOM, apresentou outro projeto para o pavilhão. O projeto de Childs envolveria a demolição do chão do saguão de triagem do correio e a substituição dele com um saguão de vários níveis que permitiria ver as plataformas. Uma claraboia seria instalada; as treliças originais do teto seriam preservadas e o restante do telhado seria retirado. Um pavilhão intermodal seria estendido da 31st Street para a 33rd Street, bifurcando o edifício Farley. O projeto do edifício Farley tinha um custo esperado de 488 milhões de dólares; o governo municipal ofereceu apenas 25 milhões e o prefeito da cidade de Nova Iorque Rudy Giuliani manifestou preocupação a cerca de uma possível falta de fundos. O Congresso forneceu 60 milhões de dólares em financiamento adicional em 1999. O senador dos EUA Charles Schumer, em maio daquele ano, tinha promovido sem êxito um projeto de lei que iria formalmente nomear o pavilhão como "Estação Daniel Patrick Moynihan", em honra a seu colega que estava se aposentando.

### Década de 2000
Em fevereiro de 2000, o orçamento foi ampliado para 788 milhões de dólares, destes, 188 milhões iriam ser usados para atualizar a infraestrutura já existente. Naquela época, a construção era esperada para começar naquele mesmo ano. No início de 2001, a Staubach Company e a Fraport foram escolhidas para desenvolver o Moynihan Train Hall como um empreendimento conjunto; o começo da construção tinha sido adiado novamente para o fim de 2001. O USPS tinha se comprometido a contribuir com 150 milhões de dólares para o projeto, mas estava enfrentando problemas financeiros por volta de junho de 2001. Após os ataques de 11 de setembro de 2001, o USPS paralisou os investimentos em melhorias de suas instalações, entretanto a agência reafirmou seu interesse. A instalação do USPS na 90 Church Street em Lower Manhattan sofreu danos em decorrência dos ataques, e várias das operações da 90 Church Street foram transferidas para o edifício Farley. As negociações recomeçaram na metade de 2002. Em outubro daquele ano, o governo estadual de Nova Iorque tinha se organizado para comprar o edifício James A. Farley do USPS por 230 milhões de dólares, com a agência desocupando a maioria do prédio.
Era esperado que a Amtrak fosse a principal utilizadora da estação Moynihan, mas a companhia se retirou em 2004, dizendo que não poderia pagar o aluguel da nova estação por causa de déficits financeiros. Os oficiais continuaram a procurar sócios para desenvolver o pavilhão ferroviário, e haviam escolhido dois locatários comerciais principais em outubro daquele ano. Outro plano foi apresentado pela James Carpenter Design Associates em colaboração com a HOK em 2005. O plano de Carpenter e da HOK simplificou o saguão em um único nível e adicionou numerosas claraboias, remanescentes da Penn Station original. Esse plano envolveria tornar parte do edifício do correio em um hotel com janelas com vista para o saguão central.
A NJ Transit iria substituir a Amtrak como a maior utilizadora. Esse plano para a estação Moynihan teria custado 818 milhões de dólares e seria composto por 28 000 m2 de estação ferroviária, 79 000 m2 de escritórios e 23 000 m2 para o correio. A Empire State Development Corporation selecionou a Vornado Realty Traust e a The Related Companies para administrar os escritórios. O projeto iria ser construído juntamente com um túnel, o que iria expandir os serviços da NJ Transit  para o outro lado do rio Hudson. O 14º Dalai Lama, um amigo de muito tempo de Moynihan, expressou apoio à estação Moynihan.
O edifício James A. Farley foi vendido ao governo estadual de Nova Iorque em 2006, na esperança de que a ideia de Moynihan fosse realizada. Também cresceu o apoio ao "Plano B", uma expansão do escopo do projeto, em que o Madison Square Garden, que fica diretamente acima da Penn Station, iria ser movido para o lado oeste do edifício Farley, permitindo a construção de um novo complexo de escritórios por parte da Vornado Realty na atual localização do estádio. Em 2009, a proprietária do Garden, a Cablevision, decidiu apenas renovar a arena em vez de realocá-la. Em setembro daquele ano, após meses de negociações envolvendo o senador Chuck Schumer, o governador de Nova Iorque David Paterson e o diretor executivo da PANYNJ Cristpher O. Ward, a Amtrak concordou em retornar como uma utilizadora potencial. Em troca, alguns aspectos do plano foram alterados e a Amtrak iria tomar uma parte da receita dos espaços comerciais.

## Construção

### Fase 1
169 milhões de dólares em fundos federais e estaduais já estavam presentes quando um investimento em transportes para recuperação econômica chegou no início de 2010. Esses investimentos foram usados para pagar os 267 milhões da fase 1; a maioria dos fundos que faltavam vieram dos 83,4 milhões de estímulos do Ato de Recuperação Americana e Reinvestimento de 2009. A fase 1 consistiu em dois elementos concebidos pelo plano: uma extensão do saguão West End para a Long Island Rail Road e duas entradas na Oitava Avenida para as plataformas já existentes da Penn Station. Uma cerimônia de lançamento da pedra fundamental aconteceu em 18 de outubro de 2010.
Em maio de 2012, a Autoridade Portuária de Nova Iorque e Nova Jérsei (PANYNJ) anunciou que um contrato de 270 milhões para a primeira fase, incluindo a expansão do saguão abaixo da Oitava Avenida, tinha sido assinado. O contrato de 147,7 milhões de dólares para a expansão do saguão já existente foi fechado com a Skanska USA Civil Northeast. A obra consistia em adicionar escadas, escadas rolantes e elevadores. O saguão West End foi projetado para ser concluído em setembro de 2016 sendo planejado para cumprir esse cronograma e ser aberto um mês antes desse prazo. Entretanto, a abertura foi adiada porque o governo do Estado de Nova Iorque decidiu atualizar os painéis digitais de informações e outras tecnologias do saguão pouco antes dele ser concluído. O saguão West End finalmente foi aberto em junho de 2017.

### Fase 2
A fase 2 consiste do novo pavilhão ferroviário e de uma renovação completa do edifício Farley. Em dezembro de 2011, a Amtrak disse que seria provavelmente incapaz de arcar com o aumento dos custos caso fosse realocar as operações. O processo que não obteve sucesso deixou o projeto sem financiamento. A agência que redesenvolvia o edifício foi absorvida pela PANYNJ acreditando que ela poderia gerenciar e supervisionar melhor a reconstrução tão como conseguir financiamento.
Quando foi proposta pela primeira vez, a fase 2 tinha um custo esperado de 1,5 bilhão de dólares. Em janeiro de 2016, o governador de Nova Iorque, Cuomo, anunciou planos para um complexo para combinar a Penn Station e o edifício Farley, um projeto com um custo estimado de 3 bilhões. A SOM anunciou em uma declaração à imprensa que tinha voltado a trabalhar no pavilhão. Naquela época, o projeto foi renomeado como Moynihan Train Hall. Em setembro de 2016, a fase 2 tinha um custo estimado de 1,6 bilhão. O projeto seria construído pela Skanska AB e os espaços comerciais seriam geridos pela The Related Companies e pela Vornado Realty. As empresas assinaram um contrato em junho de 2017. A Vornado e a Related alugaram o edifício por 99 anos, e em troca, contribuíram com 630 milhões de dólares para a construção do Moynihan Train Hall. Fontes públicas levantaram o restante: 550 milhões do governo do Estado de Nova Iorque e 420 milhões da Amtrak, da MTA, da PANYNJ e investimentos federais.

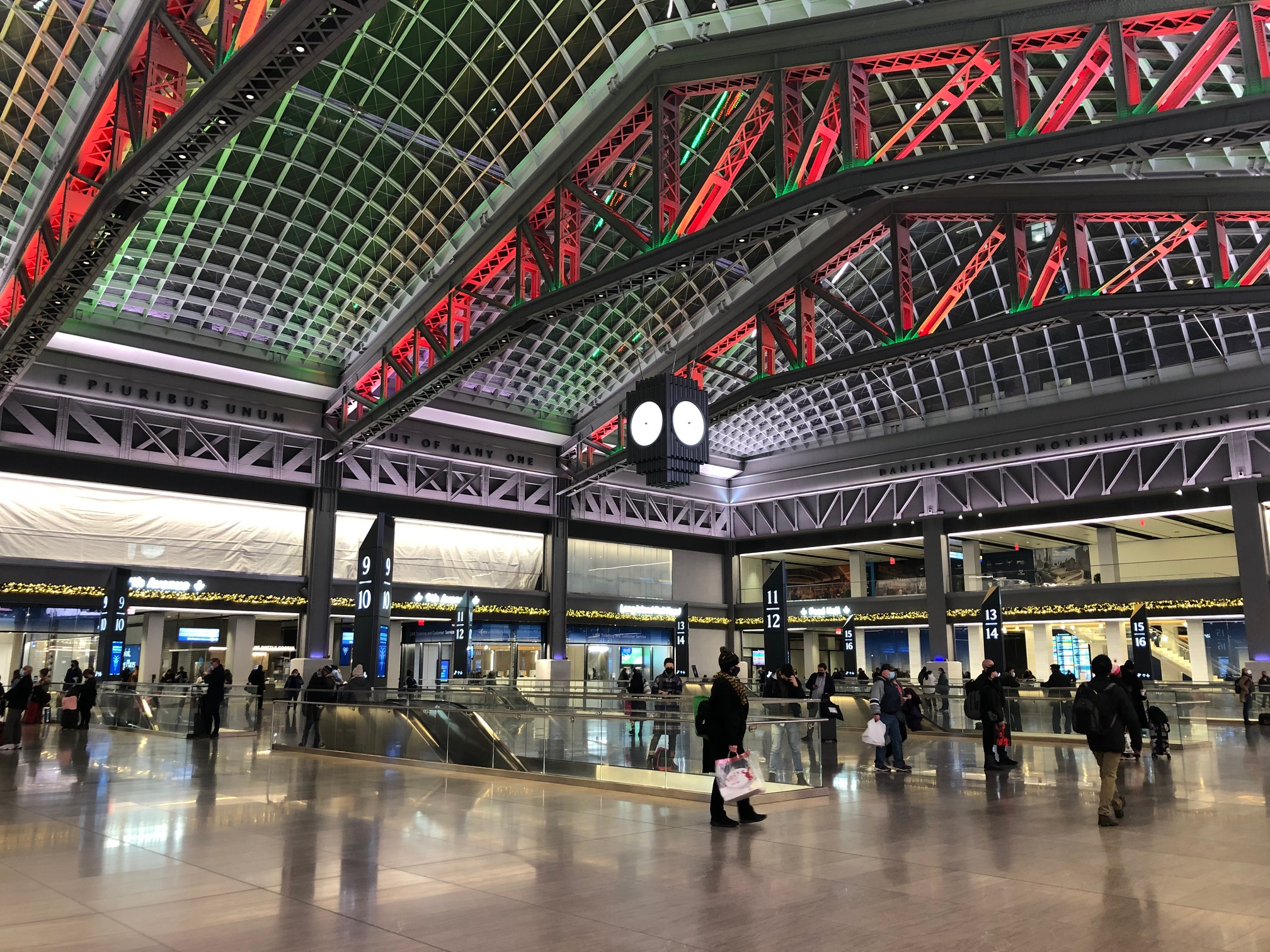
O Moynihan Train Hall com iluminação temática

Em agosto de 2017, houve uma cerimônia de lançamento da pedra fundamental do pavilhão ferroviário. Os trabalhos envolveram a restauração da fachada de 19 000 m2 do edifício Farley, protegido como um patrimônio municipal e federal. Funcionários estaduais pretendiam concluir o projeto no final de 2020, sob a liderança do presidente da Moynihan Station Development Corporation, Michael Evans. O estado continuou a pressionar por uma conclusão dentro do prazo, apesar de pedidos de última-hora e problemas de orçamento. O estresse relacionado ao projeto pode ter levado Evans a tirar sua própria vida em março de 2020. Apesar de a pandemia de COVID-19 ter começado em 2020, o Moynihan Train Hall foi concluído no fim daquele ano. Uma cerimônia de inauguração para o pavilhão aconteceu em 30 de dezembro de 2020. Após a conclusão do projeto, o governador de Nova Iorque Andrew Cuomo, chamou-o de uma "obra monumental". O pavilhão foi aberto ao público em 1º de janeiro de 2021, dois dias após a cerimônia de inauguração.

### Extensão do High Line
Em 11 de janeiro de 2021, Cuomo anunciou uma proposta para conectar o parque linear High Line, dois quarteirões a oeste, com o Moynihan Train Hall. A ligação iria incluir uma extensão de 370 m, que iria passar pela 30th Street e pela Avenida Dyer para Manhattan West, pela Nona Avenida até pavilhão ferroviário. Quando a extensão foi anunciada, tinha um custo estimado de 60 milhões de dólares, mas não tinha financiamento. Em setembro de 2021, o projeto recebeu financiamento e sua conclusão é esperada para o início de 2023.